# Le tre età dell'uomo (Friedrich)
Le tre età dell'uomo (Die Lebensstufen) è un dipinto a olio su tela del pittore romantico tedesco Caspar David Friedrich, realizzato nel 1835 e conservato al Museo delle Belle Arti di Lipsia.

## Descrizione
L'opera raffigura un promontorio proteso sul mar Baltico al tramonto. Su questo paesaggio aspro e desolato sono collocate cinque figure umane che guardano altrettante imbarcazioni veleggiare sul mare. Vi troviamo un vecchio che, rivolgendo le spalle all'osservatore, osserva l'orizzonte poggiandosi su un bastone: il suo abbigliamento comprende un mantello e un berretto patriottico rinascimentale. Davanti a lui vi sono un giovane uomo e una donna accompagnati da due bambini, di cui uno intento a sollevare una bandierina della Svezia, ricordo della terra di origine del Friedrich.
Alle cinque figure dipinte sul lembo di terra in primo piano Friedrich, come già accennato, contrappone le cinque navi che navigano sullo specchio d'acqua, reso con tonalità verdi-violacee. Le due imbarcazioni più piccole alludono alla giovane età dei due bambini, mentre le altre si identificano idealmente nei tre personaggi adulti. Il veliero centrale, in particolare, rinvia all'anziana età di Friedrich, ormai pronto a congedarsi dalla vita: questa riflessione sulla morte è approfondita dal pittore con l'inserimento di una barca capovolta sulla spiaggia.
Il mare, tuttavia, non è agitato, bensì calmo e placido: Friedrich, infatti, è pienamente consapevole di aver appena passato la fase «burrascosa» della vita ed è quindi tranquillo. L'intero quadro, quindi, trasmette uno stato di calma e di quiete fisica e spirituale. Questa sensazione è enfatizzata non solo dal comportamento disteso dei cinque personaggi, bensì anche dalla particolare tavolozza adottata da Friedrich, che ne Le tre età dell'uomo ha accostato la vitalità del rosso e del giallo ai toni scuri della riva, così da conferire profondità alla composizione.